# Гайнутдинов, Махметин Галентинович
Махметин (с 1969 года — Дмитрий) Галентинович Гайнутдинов (тат. Мөхәммәтдин Галентин улы Гайнетдинов; 17 августа 1921, дер. Григорьевка, Верхотурский уезд Екатеринбургской губернии — 7 мая 1993, Тюмень) — командир взвода роты связи 43-го стрелкового полка 106-й стрелковой дивизии 65-й армии Центрального фронта, старшина.

## Биография
Родился в деревне Григорьевка Верхотурского уезда Екатеринбургской губернии в крестьянской семье, татарин. Окончил 7 классов.
В Красной Армии с 1940 года. В действующей армии с февраля 1943 года. Член ВКП(б)/КПСС с 1943 года.
Командир взвода роты связи 43-го стрелкового полка (106-я стрелковая дивизия, 65-я армия, Центральный фронт) старшина Махметин Гайнутдинов 15 октября 1943 года при форсировании реки Днепр в районе посёлка городского типа Лоев Лоевского района Гомельской области Белоруссии под огнём неприятеля проложил через реку телефонный кабель, чем обеспечил связь штаба 43-го стрелкового полка с ротами.
Указом Президиума Верховного Совета СССР от 30 октября 1943 года за успешное форсирование реки Днепр, прочное закрепление плацдарма на западном берегу реки Днепр и проявленные при этом отвагу и геройство старшине Гайнутдинову Махметину Галентиновичу присвоено звание Героя Советского Союза с вручением ордена Ленина и медали «Золотая Звезда» (№ 3560).
После войны М. Г. Гайнутдинов продолжал службу в армии. В 1945 году окончил Харьковское военно-политическое училище Красной Армии, в 1950 году — два курса Военно-политической академии имени В. И. Ленина. С 1953 года — в запасе.
В 1958 году окончил Харьковский государственный университет. Работал в городах Краснотурьинск и Качканар Свердловской области. Жил в городе Тюмень.
Скончался 7 мая 1993 года. Похоронен в Тюмени на Червишевском кладбище.

## Награды
- Герой Советского Союза (Указ Президиума Верховного Совета СССР от 30 октября 1943 года, Орден Ленина и Медаль «Золотая Звезда») — за успешное форсирование реки Днепр, прочное закрепление плацдарма на западном берегу реки Днепр и проявленные при этом отвагу и геройство[3].
- Орден Отечественной войны I степени (23 декабря 1985) — за храбрость, стойкость и мужество, проявленные в борьбе с немецко-фашистскими захватчиками, и в ознаменование 40-летия победы советского народа в Великой Отечественной войне 1941—1945 годов.
- Медаль «За отвагу» (8 августа 1943)[4].
- Медали.

## Память
В городе Тюмень, на стене дома по улице Орджоникидзе, 7, где жил Герой, установлена мемориальная доска